# ハビエル・パストーレ
ハビエル・マティアス・パストーレ（Javier Matías Pastore, 1989年6月20日 - ）は、アルゼンチン・コルドバ出身のサッカー選手。元アルゼンチン代表。ポジションはミッドフィールダー。

## 経歴

### 初期の経歴
地元コルドバにあるCAタジェレスの下部組織で育ち、2007年にリカルド・ガレカ監督の下でトップチームデビューを果たしたが、プリメーラB・ナシオナル（2部）に所属する同クラブでは5試合の出場に留まった。

### ウラカン
2008年、プリメーラ・ディビシオン（1部）に昇格したばかりのCAウラカンにレンタル移籍し、5月24日のCAリーベル・プレート戦 (0-1) でデビューした。クラウスーラ2009で飛躍的に成長し、プレーメーカーとしての才能を惜しみなく発揮した。1試合2得点を3回達成するなど得点意識が高く、最終的に7得点3アシストを記録してチーム内得点王になり、マティアス・デフェデリコとともに最終節まで優勝を争ったウラカンの柱であった。同シーズンのリーベル・プレート戦でのプレーは特に称賛されている。25ヤードの距離から先制点となるミドルシュートを決め、さらに追加点も決めて4-0の勝利に導いた。ウラカンがリーベル・プレートに対して4点差を付けて勝利するのは60年以上ぶりであった。アンヘル・カッパ監督には「アルゼンチン代表でフアン・ロマン・リケルメの後を継げるのは彼しかいない」と称賛され、2009年夏にはマンチェスター・ユナイテッドFC、FCポルト、ACミラン、チェルシーFCなど、ヨーロッパの多くのクラブから興味を示された。

### パレルモ

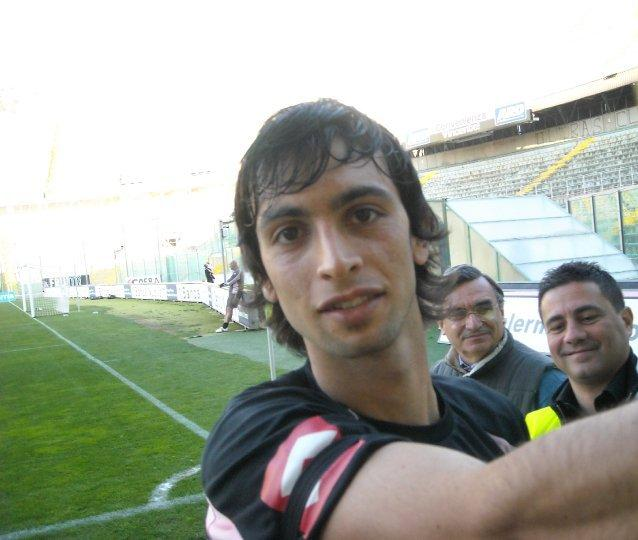
パレルモ時代のパストーレ

2009年7月11日、イタリアのUSチッタ・ディ・パレルモと5年契約を結んだ。移籍金は約470万ユーロ。8月15日のコッパ・イタリアでデビューし、8月22日にはSSCナポリ戦に先発出場してセリエAデビューを果たした。10月4日のユヴェントスFC戦で成長を遂げ、エディンソン・カバーニの得点をアシストして2-0で勝利を飾ると、イタリアのすべてのウェブサイトと全国紙に名前が登場した。ワルテル・ゼンガ監督の下では途中出場がほとんどであったが、デリオ・ロッシ新監督はファブリツィオ・ミッコリとカバーニの背後にパストーレを据えるフォーメーションを採用し、後半戦は完全にレギュラーに定着した。2010年1月30日のASバーリ戦 (2-4) で初得点を決め、2009-10シーズンはリーグ戦34試合に出場してUEFAヨーロッパリーグ出場権獲得に貢献した。
11月14日のカターニアとのシチリアダービーで自身初のハットトリックを達成した。このシーズンのセリエA最優秀若手選手賞を受賞。2010-11シーズンはリーグ戦で11得点5アシストを記録し、決勝に進出したコッパ・イタリア枠で2シーズン連続でのUEFAヨーロッパリーグ出場権を獲得した。7月30日、パレルモのマウリツィオ・ザンパリーニ会長はパリ・サンジェルマンFCへの移籍で移籍金が合意に達したことを明らかにした。

### パリ・サンジェルマン
2011年8月6日、フランスのパリ・サンジェルマンFC（以下PSGと表記）がパストーレとの契約を公式に発表し、背番号は27に決まった。この際に明らかにされた移籍金は3980万ユーロであり、4200万ユーロなどとも報道されたが、第三者として選手の所有権を持つ代理人のマルセロ・シモニアンによれば、（代理人手数料が含まれているかいないかは定かでないが）2150万ユーロしか支払われておらず、パレルモは2280万ユーロしか支払っていないことをウェブサイトで公表している。なお、PSGが公表している移籍金が正しければ、2000年のニコラ・アネルカの例（3350万ユーロでレアル・マドリードからPSGに移籍）を上回ってリーグ・アン史上最高額の移籍金となる。FIGCはいかなるイタリアのクラブにも第三者が選手の所有権を保持することを認めておらず、ザンパリーニ会長自身が罪に問われる危険にさらされているにもかかわらず、ザンパリーニ会長は法的手段の行使に動き始めた。
移籍初年度の2011-12シーズンは9月11日のスタッド・ブレスト戦で移籍後初ゴールを決めると、その後は13ゴール6アシストと大型補強を行ったクラブを牽引し、8シーズンぶり2位へと導いた。2012-13、2013-14、2014-15、2015-16とリーグ優勝に貢献。ズラタン・イブラヒモビッチの退団に伴い、2016-17シーズンから背番号を10番に変更。しかし、翌2017-18シーズンには、FCバルセロナから加入したネイマールに背番号10を譲る意思を示し、自身は一昨年まで着けていた背番号27に戻すことになった。

### ASローマ
2018年6月26日、セリエA・ASローマに移籍することが発表された。移籍金は2470万ユーロで、契約期間は5年間。背番号はPSG時代と同じ27番。8月28日、セリエA第2節のアタランタ戦では、クロスボールに対してヒールで合わせて移籍後初得点を記録した。第6節のフロジノーネ戦では再びクロスボールをヒールで合わせてゴールを挙げた。
2021年8月30日、双方合意の下で契約解除。

### エルチェCF
2021年9月4日、エルチェCFと契約した。
2023年1月8日、自身のSNSで1年半在籍したエルチェを退団することを発表した。

### カタールSC
2023年1月8日、エルチェを退団したパストーレはQSL・カタールSCに加入することになった。

### 代表

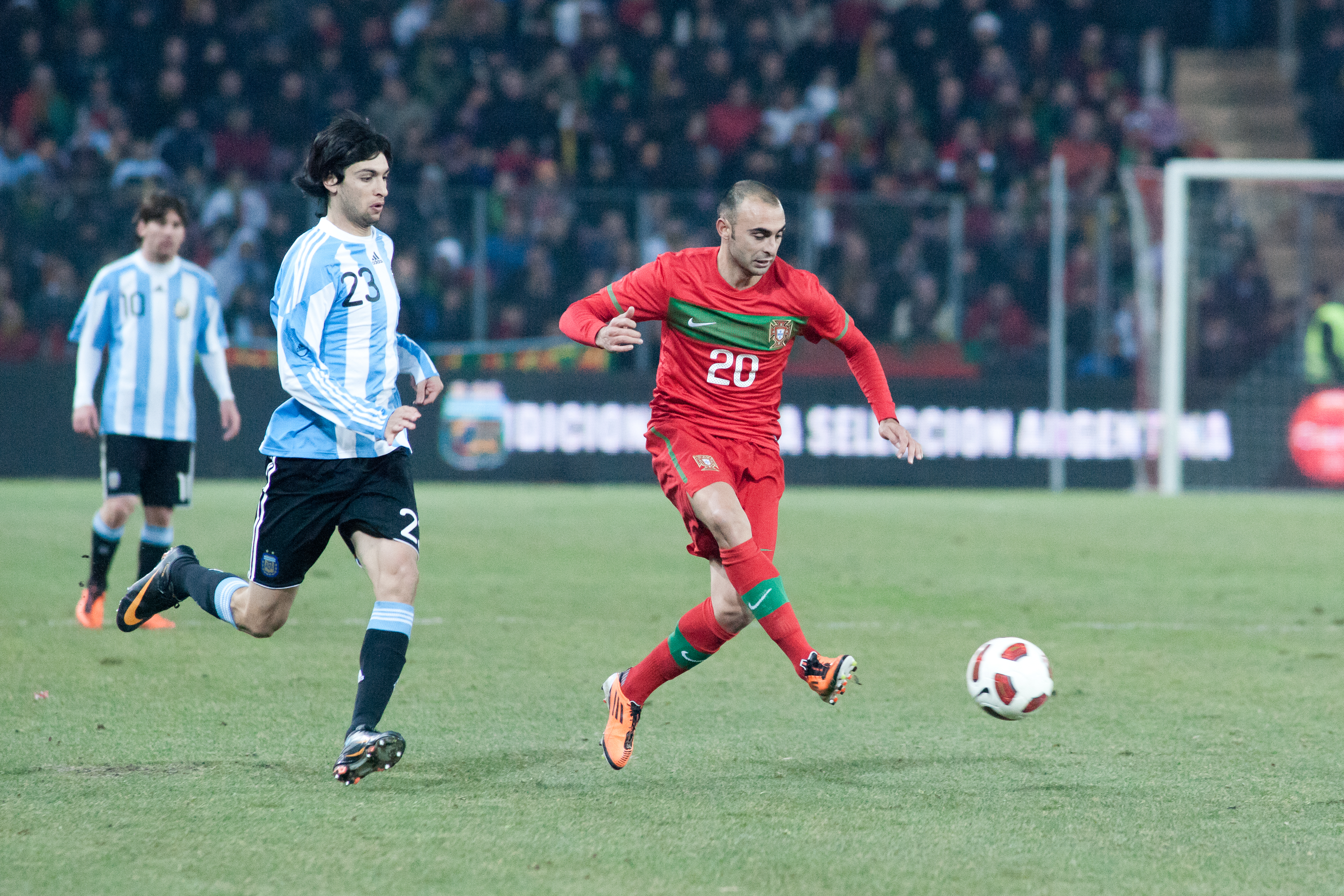
代表でのパストーレ (左)

2009年に移籍したUSチッタ・ディ・パレルモで活躍し、12月、ディエゴ・マラドーナ監督によってアルゼンチン代表に初招集された。12月22日に行われた非公式親善試合のカタルーニャ選抜戦に後半から出場して得点を挙げたが、国際サッカー連盟 (FIFA) に認められていない試合のため代表キャップは記録されていない。つづいてドイツとの親善試合にも招集されたが、この試合では出場機会がなかった。2010年5月25日、カナダとの親善試合で公式にアルゼンチン代表デビューを果たした。
2010年5月20日、FIFAワールドカップに出場する代表メンバー23人に選出された。グループリーグ初戦のギリシャ戦では、77分にセルヒオ・アグエロとの交代で途中出場し、その試合には2-0で勝利した。メキシコ戦では87分にマキシ・ロドリゲスとの交代で途中出場し、その試合には3-1で勝利した。
2015年3月31日のエクアドルとの親善試合で代表初得点を挙げた。

## エピソード
- アルゼンチンのカカと言われることもある[27][28][29]。

## 個人成績
2023年1月13日現在 
| クラブ         | リーグ         | シーズン       | リーグ戦 | リーグ戦 | カップ戦 | カップ戦 | 国際大会 | 国際大会 | その他 | その他 | 合計 | 合計 |
| クラブ         | リーグ         | シーズン       | 出場     | 得点     | 出場     | 得点     | 出場     | 得点     | 出場   | 得点   | 出場 | 得点 |
| -------------- | -------------- | -------------- | -------- | -------- | -------- | -------- | -------- | -------- | ------ | ------ | ---- | ---- |
| タジェレス     | プリメーラB    | 2006-07        | 5        | 0        | 0        | 0        | -        | -        | -      | -      | 5    | 0    |
| タジェレス     | クラブ通算     | クラブ通算     | 5        | 0        | 0        | 0        | -        | -        | -      | -      | 5    | 0    |
| ウラカン       | プリメーラ     | 2007-08        | 1        | 0        | 0        | 0        | -        | -        | -      | -      | 1    | 0    |
| ウラカン       | プリメーラ     | 2008-09        | 30       | 8        | 0        | 0        | -        | -        | -      | -      | 30   | 8    |
| ウラカン       | クラブ通算     | クラブ通算     | 31       | 8        | 0        | 0        | -        | -        | -      | -      | 31   | 8    |
| パレルモ       | セリエA        | 2009-10        | 34       | 3        | 3        | 0        | -        | -        | -      | -      | 37   | 3    |
| パレルモ       | セリエA        | 2010-11        | 35       | 11       | 4        | 1        | 6        | 1        | -      | -      | 45   | 13   |
| パレルモ       | クラブ通算     | クラブ通算     | 69       | 14       | 7        | 1        | 6        | 1        | -      | -      | 82   | 16   |
| PSG            | リーグ・アン   | 2011-12        | 33       | 13       | 3        | 1        | 7        | 2        | 0      | 0      | 43   | 16   |
| PSG            | リーグ・アン   | 2012-13        | 34       | 4        | 3        | 2        | 10       | 3        | 1      | 0      | 48   | 9    |
| PSG            | リーグ・アン   | 2013-14        | 29       | 1        | 2        | 0        | 6        | 1        | 4      | 1      | 41   | 3    |
| PSG            | リーグ・アン   | 2014-15        | 34       | 5        | 4        | 1        | 10       | 0        | 3      | 0      | 51   | 6    |
| PSG            | リーグ・アン   | 2015-16        | 16       | 2        | 2        | 0        | 6        | 0        | 2      | 1      | 26   | 3    |
| PSG            | リーグ・アン   | 2016-17        | 15       | 0        | 4        | 2        | 2        | 0        | 2      | 1      | 23   | 3    |
| PSG            | リーグ・アン   | 2017-18        | 25       | 4        | 5        | 1        | 3        | 0        | 4      | 0      | 37   | 5    |
| PSG            | クラブ通算     | クラブ通算     | 186      | 29       | 23       | 7        | 44       | 6        | 16     | 3      | 269  | 45   |
| ASローマ       | セリエA        | 2018-19        | 14       | 3        | 2        | 1        | 1        | 0        | -      | -      | 17   | 4    |
| ASローマ       | セリエA        | 2019-20        | 11       | 0        | 0        | 0        | 4        | 0        | -      | -      | 15   | 0    |
| ASローマ       | セリエA        | 2020-21        | 5        | 0        | -        | -        | 0        | 0        | -      | -      | 5    | 0    |
| ASローマ       | セリエA        | 2021-22        | 0        | 0        | 0        | 0        | 0        | 0        | -      | -      | 0    | 0    |
| ASローマ       | クラブ通算     | クラブ通算     | 30       | 3        | 2        | 1        | 5        | 0        | -      | -      | 37   | 4    |
| エルチェ       | ラ・リーガ     | 2021-22        | 13       | 0        | 2        | 0        | -        | -        | -      | -      | 15   | 0    |
| エルチェ       | ラ・リーガ     | 2022-23        | 1        | 0        | -        | -        | -        | -        | -      | -      | 1    | 0    |
| エルチェ       | クラブ通算     | クラブ通算     | 14       | 0        | 2        | 0        | -        | -        | -      | -      | 16   | 0    |
| カタールSC     | QSL            | 2022-23        |          |          |          |          |          |          |        |        |      |      |
| カタールSC     | クラブ通算     |                |          |          |          |          |          |          |        |        |      |      |
| キャリア総通算 | キャリア総通算 | キャリア総通算 | 335      | 54       | 34       | 9        | 55       | 7        | 16     | 3      | 440  | 73   |

1. 1 2  クープ・ドゥ・ラ・リーグ
2. 1 2 3 4  トロフェ・デ・シャンピオン1試合を含む

## 代表歴

### 出場大会
- アルゼンチン代表
  - 2010 FIFAワールドカップ

### 試合数
- 国際Aマッチ 29試合 2得点（2010年-2017年）[31]

| アルゼンチン代表 | 国際Aマッチ | 国際Aマッチ |
| 年               | 出場        | 得点        |
| ---------------- | ----------- | ----------- |
| 2010             | 6           | 0           |
| 2011             | 7           | 0           |
| 2012             | 0           | 0           |
| 2013             | 0           | 0           |
| 2014             | 3           | 0           |
| 2015             | 11          | 2           |
| 2016             | 0           | 0           |
| 2017             | 2           | 0           |
| 通算             | 29          | 2           |

### 得点
| # | 日時           | 場所           | 相手         | スコア | 結果 | 大会                     |
| - | -------------- | -------------- | ------------ | ------ | ---- | ------------------------ |
| - | 2009年12月22日 | バルセロナ     | カタルーニャ | 1-2    | 2-4  | 非公式親善試合           |
| 1 | 2015年3月31日  | ニューヨーク   | エクアドル   | 2-1    | 2-1  | 親善試合                 |
| 2 | 2015年6月30日  | コンセプシオン | パラグアイ   | 2-0    | 6-1  | コパ・アメリカ2015準決勝 |

## タイトル

### クラブ
パリ・サンジェルマン
- リーグ・アン : 2012-13, 2013-14, 2014-15, 2015-16, 2017-18
- クープ・ドゥ・ラ・リーグ : 2013-14, 2014-15, 2015-16, 2016-17, 2017-18
- クープ・ドゥ・フランス : 2014-15, 2015-16, 2016-17, 2017-18
- トロフェ・デ・シャンピオン : 2013, 2014, 2015, 2016, 2017

### 個人
- セリエA年間最優秀若手選手 : 2010